# Suzana Alpsancar
Suzana Alpsancar (* 1981 in Köln) ist eine deutsche Philosophin und Hochschullehrerin an der Universität Paderborn.

## Werdegang
Suzana Alpsancar studierte Philosophie, Neuere und Neueste Geschichte, Germanistische Sprachwissenschaft und Informatik an der Technischen Universität Chemnitz und schloss das Studium 2006 mit dem Magister Artium ab. 2010 promovierte sie in der Philosophie an der Technischen Universität Darmstadt mit einer Arbeit über die Computervisionen Vilém Flussers und Mark Weisers.
Seit Dezember 2021 war Suzana Alpsancar Juniorprofessorin (Tenure Track) für Angewandte Ethik mit dem Schwerpunkt Technikethik in der digitalen Welt an der Universität Paderborn und mit ihrer Fachgruppe dem Heinz Nixdorf Institut ebendort assoziiert, im April 2025 wurde sie zur Professorin für Philosophie und Ethik wissenschaftlich-technischer Kulturen berufen. Sie ist in Paderborn seit 2023 Mitglied des Sonderforschungsbereichs TRR318 „Constructing explainability“ mit einem Projekt über Ethik und Normativität der erklärbaren Künstlichen Intelligenz (gemeinsam mit Tobias Matzner). Ebenfalls beteiligt ist sie an der Forschungsinitiative Sustainable Life-Cycle of Intelligent Socio-Technical Systems (SAIL). Sie ist Mit-Herausgeberin des Jahrbuchs Technikphilosophie.

## Forschung
Suzana Alpsancar forscht zur Philosophie der Digitalisierung, der Technisierung sowie epistemologischen und ethischen Fragen, die sich im Zuge der Entwicklung und Verbreitung neuerer Technologien stellen, etwa beim Einsatz von algorithmischen Entscheidungssystemen. Ihre philosophische Arbeit umfasst Fallstudien zu den infrastrukturellen, praktischen und normativen Veränderungen durch die Einführung digitaler Systeme, Designstudien zu den Verflechtungen von Werten und Handlungsmöglichkeiten sowie theoretische Überlegungen zu Grenzen, Leistung und Herausforderungen von Technikethik und Technikfolgenabschätzung, die zu einer kritischen Selbstreflexion des Feldes einladen. Mit ihren Überlegungen zu sich verändernden Mensch-Technik-Beziehungen legte sie theoretische Grundlagen für die Beschreibung verschiedener Arten von Autonomie und Kontrolle, die durch neue Formen der verteilten Autonomie in Mensch-Maschine-Konstellationen entstehen. In der empirisch fundierten Ethikforschung arbeitet sie an einem besseren Verständnis normativen Dimensionen der zunehmend hybriden, soziotechnischen Welt, schwerpunktmäßig am Beispiel automatisierten und vernetzten Fahrens. Sie bringt ihre Arbeiten über digitale Praktiken und Strukturen, Technikvisionen, Wertbezügen von Mensch-Technik-Relationen sowie normativen Theorien in die Entwicklung ko-konstruktiver Roboter ein, um das Zusammenspiel ethischer und nutzerzentrierter Designanforderungen zu klären.
2023 hat Suzana Alpsancar mit internationalen Kollegen einen Synergy Grant des European Research Council eingeworben. Das 2024 startende Projekt „The Cultures of the Cryosphere“ beschäftigt sich mit kulturellen Hintergründen und Bedingungen des Kühlens; Suzana Alpsancar steuert eine philosophische Analyse und ethische Bewertung der dem Kühlen zugrunde liegenden Normen und Werten in ihrer historischen Entwicklung bei.
Suzana Alpsancar ist Mitglied der Informatics Europe Working Group on Societal Impact and Ethics und des Komitees „Experts in automotive and road transport: Assisted, automated, and connected driving“ des Vereins Deutscher Ingenieure (VDI) sowie der Arbeitsgruppe „Philosophie und Technik“ ebendort.

## Auszeichnungen
- 2020: Senior Fellow[21], DFG Kolleg-Forschungsgruppe Medienkulturen der Computersimulation (MECS)[22], Leuphana Universität Lüneburg
- 2014–2015: Visiting Fellow (DAAD), Department of Philosophy, Yale University, CT USA
- 2013–2014: Postdoc-Stipendium, Institut für Philosophie, Technische Universität Darmstadt,
- 2011–2013: Postdoc-Stipendium, DFG-Graduiertenkolleg “Topologie der Technik”[23], Technische Universität Darmstadt
- 2007–2010: Promotionsstipendium, DFG-Graduiertenkolleg “Topologie der Technik”, Technische Universität Darmstadt

## Veröffentlichungen (Auswahl)
- Suzana Alpsancar: Das Ding namens Computer. Eine kritische Neulektüre von Vilém Flusser und Mark Weiser. transcript Verlag, Bielefeld 2012, ISBN 978-3-8376-1951-5, doi:10.14361/transcript.9783839419519.
- Bruno Gransche, Erduana Shala, Christoph Hubig, Suzana Alpsancar, Sebastian Harrach: Wandel von Autonomie und Kontrolle durch neue Mensch-Technik-Interaktionen. Grundsatzfragen autonomieorientierter Mensch-Technik-Verhältnisse. Fraunhofer Verlag, Stuttgart 2014, ISBN 978-3-8396-0797-8, doi:10.24406/publica-fhg-297032.
- Gabriele Gramelsberger, Suzana Alpsancar: 3D-Drucken als neuer technischer Weltbezug? In: Sprache und Literatur. Band 46, Nr. 1–2, 2015, S. 52–84, doi:10.30965/25890859-0460102005.
- Suzana Alpsancar: Plants as Digital Things. The global circulation of future breeding options and their storage in gene banks. In: Tecnoscienza. Italian Journal of Science & Technology Studies. Band 7, 2016, S. 45–66 (tecnoscienza.net).
- Suzana Alpsancar: Von der Cultura zur Option: Wie Samenbanken als Sicherungstechniken Realwerte in Optionswerte verwandeln. In: Alexander Friedrich, Petra Gehring, Christoph Hubig, Andreas Kaminski, Alfred Nordmann (Hrsg.): Jahrbuch Technikphilosophie 2017. Nomos, Baden-Baden 2017, S. 427–444, doi:10.5771/9783845277677.
- Suzana Alpsancar: Technikfolgenabschätzung als Zeitdiagnose. Einsichten aus Günter Ropohls Programm. In: TATuP - Zeitschrift für Technikfolgenabschätzung in Theorie und Praxis. Band 27, Nr. 1, 2018, S. 14–20, doi:10.14512/tatup.27.1.14.
- Suzana Alpsancar: Wer handelt mit unsichtbaren Schnittstellen? Hubig und Latour zu Autonomie und Agency. In: Michael Andreas, Dawid Kasprowicz, Stefan Rieger (Hrsg.): Unterwachen und Schlafen: Anthropophile Medien nach dem Interface. Meson, 2018, S. 105–132, doi:10.14619/1358.
- Suzana Alpsancar: Arbeit und Technik? Zur Anschlussfähigkeit des Arbeitsparadigmas am Beispiel Ernst Kapp. In: Harun Maye, Leander Scholz (Hrsg.): Ernst Kapp und die Anthropologie der Medien. Kadmos, Berlin 2019, ISBN 978-3-86599-380-9, S. 104–122.
- Suzana Alpsancar: TA und Zeitdiagnosen. TA als Zeitdiagnose? In: Stefan Böschen, Armin Grunwald, Bettina-Johanna Krings, Christine Rösch, (Hrsg.): Technikfolgenabschätzung. Handbuch für Wissenschaft und Praxis. Nomos, Baden-Baden 2021, ISBN 978-3-8487-6070-1, S. 229–239, doi:10.5771/9783748901990.
- Suzana Alpsancar: „Vom Fahrzeug zum Fahrding. Ein Heideggerianischer Kommentar zum autonomen Automobil“. In: Florian Sprenger (Hrsg.): Autonome Autos – Die Zukunft des Verkehrs und die Dispositive der Mobilität. transcript Verlag, Bielefeld 2021, ISBN 978-3-8376-5024-2, S. 373–397, doi:10.14361/9783839450246.
- Jella Pfeiffer, Julia Gutschow, Christian Haas, Florian Möslein, Oliver Maspfuhl, Frederik Borgers, Suzana Alpsancar: Algorithmic Fairness in AI. In: Business & Information Systems Engineering. 2023, doi:10.1007/s12599-023-00787-x.

## Belege
1. ↑  Suzana Alpsancar. TU Darmstadt, abgerufen am 4. März 2023.
2. ↑  Website des Sonderforschungsbereichs TRR 316 "Constructing Explainability". Abgerufen am 15. Februar 2023.
3. ↑  Webseite der Forscher*innen in der SAIL-Initiative. Abgerufen am 25. April 2023.
4. ↑  Website des Jahrbuchs Technikphilosophie. Abgerufen am 15. Februar 2023.
5. ↑  Jella Pfeiffer, Julia Gutschow, Christian Haas, Florian Möslein, Oliver Maspfuhl, Frederik Borgers, Suzana Alpsancar: Algorithmic Fairness in AI. In: Business & Information Systems Engineering. 2023, doi:10.1007/s12599-023-00787-x.
6. ↑  Suzana Alpsancar: Das Ding namens Computer. Eine kritische Neulektüre von Vilém Flusser und Mark Weiser. transcript Verlag, Bielefeld 2012, ISBN 978-3-8376-1951-5, doi:10.14361/transcript.9783839419519.
7. ↑  Suzana Alpsancar: Plants as Digital Things. The global circulation of future breeding options and their storage in gene banks. In: Tecnoscienza. Italian Journal of Science & Technology Studies. Band 7, 2016, S. 45–66 (tecnoscienza.net).
8. ↑  Suzana Alpsancar: Technikfolgenabschätzung als Zeitdiagnose. Einsichten aus Günter Ropohls Programm. In: TATuP - Zeitschrift für Technikfolgenabschätzung in Theorie und Praxis. Band 27, Nr. 1, 2018, S. 14–20, doi:10.14512/tatup.27.1.14.
9. ↑  Suzana Alpsancar: TA und Zeitdiagnosen. TA als Zeitdiagnose? In: Stefan Böschen, Armin Grunwald, Bettina-Johanna Krings, Christine Rösch, (Hrsg.): Technikfolgenabschätzung. Handbuch für Wissenschaft und Praxis. Nomos, Baden-Baden 2021, ISBN 978-3-8487-6070-1, S. 229–239, doi:10.5771/9783748901990.
10. 1 2  Bruno Gransche, Erduana Shala, Christoph Hubig, Suzana Alpsancar, Sebastian Harrach: Wandel von Autonomie und Kontrolle durch neue Mensch-Technik-Interaktionen. Grundsatzfragen autonomieorientierter Mensch-Technik-Verhältnisse. Fraunhofer Verlag, Stuttgart 2014, ISBN 978-3-8396-0797-8, doi:10.24406/publica-fhg-297032.
11. 1 2  Suzana Alpsancar: Wer handelt mit unsichtbaren Schnittstellen? Hubig und Latour zu Autonomie und Agency. In: Michael Andreas, Dawid Kasprowicz, Stefan Rieger (Hrsg.): Unterwachen und Schlafen: Anthropophile Medien nach dem Interface. Meson, 2018, S. 105–132, doi:10.14619/1358.
12. ↑  Suzana Alpsancar: „Vom Fahrzeug zum Fahrding. Ein Heideggerianischer Kommentar zum autonomen Automobil“. In: Florian Sprenger (Hrsg.): Autonome Autos – Die Zukunft des Verkehrs und die Dispositive der Mobilität. transcript Verlag, Bielefeld 2021, ISBN 978-3-8376-5024-2, S. 373–397, doi:10.14361/9783839450246.
13. ↑  Suzana Alpsancar: Plants as Digital Things. The global circulation of future breeding options and their storage in gene banks. In: Tecnoscienza. Italian Journal of Science & Technology Studies. Band 7, 2016, S. 45–66 (tecnoscienza.net).
14. ↑  Jella Pfeiffer, Julia Gutschow, Christian Haas, Florian Möslein, Oliver Maspfuhl, Frederik Borgers, Suzana Alpsancar: Algorithmic Fairness in AI. In: Business & Information Systems Engineering. 2023, doi:10.1007/s12599-023-00787-x.
15. ↑  Suzana Alpsancar: Arbeit und Technik? Zur Anschlussfähigkeit des Arbeitsparadigmas am Beispiel Ernst Kapp. In: Harun Maye, Leander Scholz (Hrsg.): Ernst Kapp und die Anthropologie der Medien. Kadmos, Berlin 2019, ISBN 978-3-86599-380-9, S. 104–122.
16. ↑  Gabriele Gramelsberger, Suzana Alpsancar: 3D-Drucken als neuer technischer Weltbezug? In: Sprache und Literatur. Band 46, Nr. 1–2, 2015, S. 52–84, doi:10.30965/25890859-0460102005.
17. ↑  Pressemeldung der Universität zum Einwerben des Antrags. Abgerufen am 14. November 2023.
18. ↑  Mitglieder der Ethics Working Group von Informatics Europe. Abgerufen am 15. Februar 2023.
19. ↑  Was ist Technikethik? – Interview mit Dr. Suzana Alpsancar. Verein Deutscher Ingenieure, abgerufen am 18. April 2023.
20. ↑  Website der Arbeitsgruppe. Abgerufen am 17. Februar 2023.
21. ↑  Website zum Projekt am MECS. Abgerufen am 15. Februar 2023.
22. ↑  Website des MECS. Abgerufen am 15. Februar 2023.
23. ↑  Website zum Graduiertenkolleg an der TU Darmstadt. Abgerufen am 15. Februar 2023.

| Personendaten    | Personendaten        |
| ---------------- | -------------------- |
| NAME             | Alpsancar, Suzana    |
| KURZBESCHREIBUNG | deutsche Philosophin |
| GEBURTSDATUM     | 1981                 |
| GEBURTSORT       | Köln                 |